# Мала Чернявка
Мала́ Черня́вка — село в Україні, у Бердичівському районі Житомирської області. Населення становить 554 осіб.

## Географія
Через село тече річка Мурованка, ліва притока Роставиці.

## З історії
Колишній орган місцевого самоврядування — Малочернявська сільська рада.

## Населення

### Мова
Розподіл населення за рідною мовою за даними перепису 2001 року:
| Мова            | Кількість | Відсоток |
| --------------- | --------- | -------- |
| українська      | 542       | 97.83%   |
| російська       | 13        | 1.63%    |
| білоруська      | 1         | 0.18%    |
| інші/не вказали | 2         | 0.36%    |
| Усього          | 554       | 100%     |

## Відомі люди
У селі народився Хрустицький Владислав Владиславович (1902—1944) — Герой Радянського Союзу.